# 鉄道局 (中華民国)
鉄道局（てつどうきょく、繁体字中国語: 鐵道局）は中華民国交通部直属の行政機関。
鉄道、捷運やその他軌道交通に関わる計画、建設事業と施工管理業務を担う。行政院の省庁再編に伴い交通部傘下で台湾高速鉄道や捷運路線を担当していた高速鉄路工程局と台湾鉄路管理局の路線を担当していた鉄路改建工程局
を統合して設立された。現在海外調達に頼っているメンテナンス部門の国産化率向上も当局主導で目指す。

## 沿革
- 2018年6月11日 - 高速鉄路工程局と鉄路改建工程局を統合し「交通部鉄道局」発足[2][3]。

## 組織[4]
- 局長
  - 副局長
    - 主任秘書
    - 総工程司

### 局本部
組は部に相当。
- 規劃組（計画）
- 土木建築組
- 機電技術組
- 工程管理組
- 営運監理組
- 産管開発組
- 秘書室
- 人事室
- 政風室（倫理）
- 主計室
- 資訊室（情報）
- 法制室

### 付属部門
- 北部工程分局
- 中部工程分局
- 南部工程分局
- 東部工程分局

## 歴代局長
| 1 | 胡湘麟 | 2018年6月11日 | 現任 |